# Távoktatás

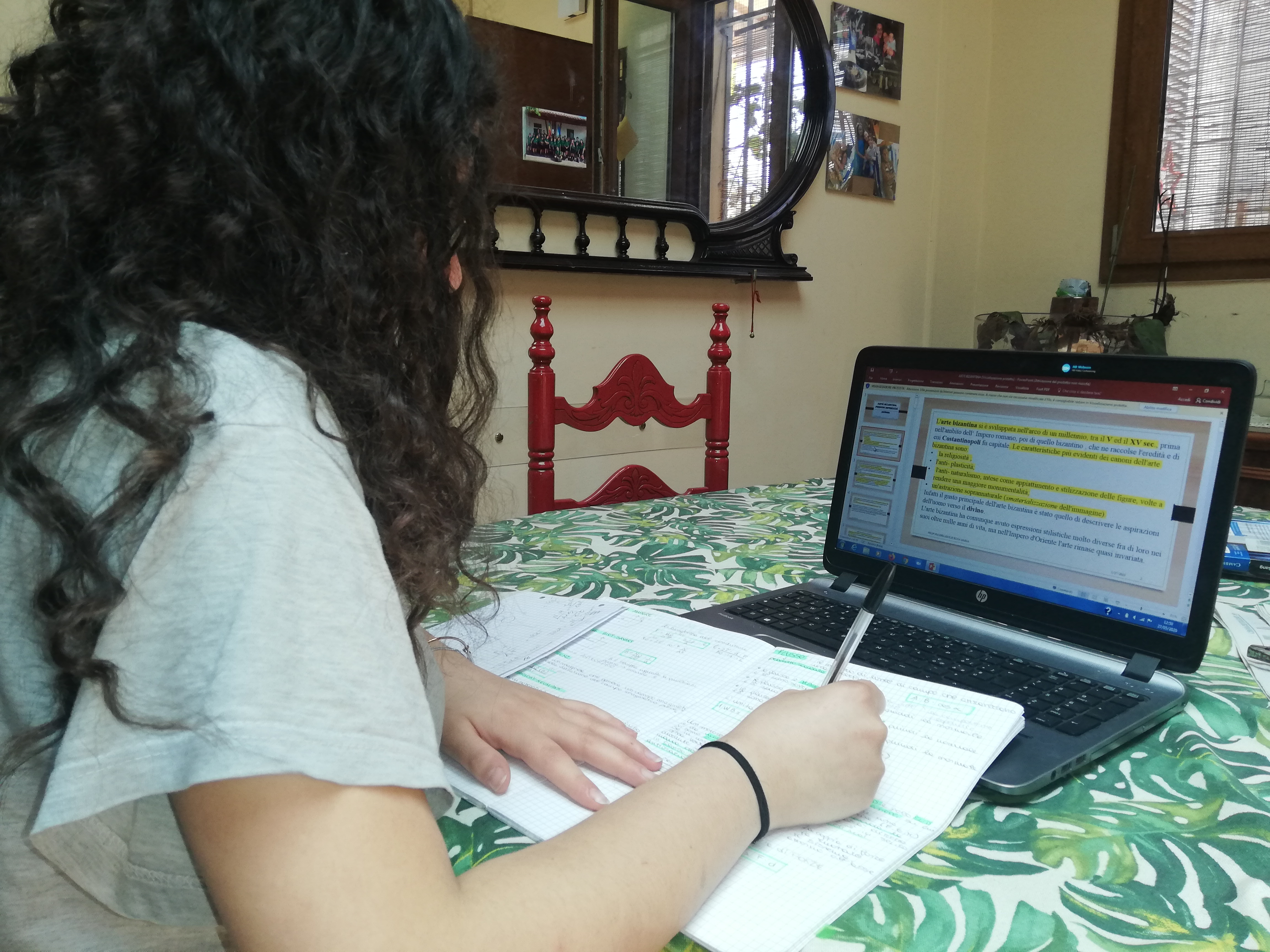
Távoktatás Olaszországban a COVID19-világjárvány idején

A távoktatás az oktatás egy olyan formája, ahol a tanár és a diák nem egy helyen vannak. A hallgató a képzési idő nagyobbik részében egyedül, önállóan tanul, kisebb részében pedig konzultációkon vesz rész.

## Fogalma
A távoktatás fogalmát sokféleképpen definiálják, általánosan elfogadott definíció nincs. A Pedagógiai lexikon a következőképpen határozza meg: „A tanulás távirányításának egyik formája. Előírt és  tananyaggá rendezett ismeretek, gondolkodási és - korlátozottan - cselekvési műveletek elsajátíttatására irányul, meghatározott követelmények teljesítése, megtervezett tudásszintek elérése érdekében.
Fő jellemzői alapján a távoktatás az oktatás egy olyan formája, ahol a tanár és a diák nem egy helyen vannak. A hallgató a képzési idő nagyobbik részében egyedül, önállóan tanul, kisebb részében pedig konzultációkon vesz rész. Az otthoni tanuláshoz a tananyagot az intézmény bocsátja a hallgató rendelkezésére, a konzultációkon – amelyekhez a kapcsolattartás bármely formái használhatók: internet, telefon stb. -  a tanuló az önállóan szerzett ismereteit mélyíti el.

## A távoktatás jellemzői
A távoktatási formák sok tekintetben különbözhetnek egymástól, de vannak olyan közös jellemzők, amelyekben megegyeznek.
- Az oktatás valamilyen távolság áthidalásával történik, ezért a tanulóknak meg kell tanulniuk önállóan tanulni.
- Csak az a tanuló lehet sikeres a távoktatásban, aki az új tanulói szerepben is képes megfelelni – ehhez megfelelően motivált, folyamatosan tanul és a kétoldalú kommunikáció minden lehetőségét kihasználja.
- A pedagógusnak is új szerepben kell jelen lennie: a tanulási folyamat középpontjában a tanuló áll, a tanár pedig segíti, irányítja őt.
- Az oktatási anyagok nemcsak az ismeretanyagot tartalmazzák, hanem a tanulási folyamatban alkalmazott módszereket is, biztosítaniuk kell a gyakorlást, a motiválást – tehát a tanuló egyéni tanulását kell szolgálniuk.

## A távoktatás története

### Külföldön
1840-ben Nagy-Britanniában Isaac Pitman levelezőlapon tanította a gyorsírást. Pitman nevéhez kapcsolják leggyakrabban a levelező oktatás kezdetét.
1856-ban a Londoni Egyetemen olyanok is vizsgázhattak, akiket nem helyben oktattak.
Az első világháborúig sokfelé születnek levelező iskolák szerte Európában és Amerikában.
1927-ben a BBC először kísérletet tesz rádión keresztül sugárzott iskolarádiós műsorokra, de kiegészítő jellegű marad az adás.
1939-ben Amerikában telefon segítségével oktatják a mozgássérülteket és otthonfekvőket.
Az 1960-as évek második felében Franciaországban a rádiós adások bekapcsolódnak az egyetemi szintű levelező oktatásba, majd az 1960-as és 1970-es években a televízió is belép a távoktatási eszközök soraiba.
Az 1980-as illetve 1990-es években a számítógépek elterjedése a háztartásokban kiterjeszti a távoktatás eszközrendszerét.

### Magyarországon
A háború előtt csak a jogászképzés működött távolsági keretek között, de az 1950-es években már több felsőoktatási intézmény indított esti és levelező tagozatot.
1980-as években a magánszférában is megjelenik a távoktatás.
1989 után a távoktatás népszerűvé válik Magyarországon. Egyre több felsőoktatási intézmény távoktatási tagozatot indít.
1996-tól a Duna Televízió távoktatási műsorokat sugároz, később további televíziós társaságok is csatlakoznak a kezdeményezéshez.
Napjainkban a hazai regionális központokban és számos magánintézményekben folynak távoktatási képzések, de megjelentek olyan képzési formák is, melyeknek csak a nevében jelenik meg a távoktatás.

## A távoktatás előnyei és hátrányai

### A távoktatás előnyei
- Tanulási lehetőséget nyújt azoknak, akik egyébként hagyományos iskolai keretek között nem tudnának tanulni.
- Megszűnik a „tanév-beosztás” és az órarend kötöttsége, sokkal nagyobb szerep jut a tanuló saját időbeosztásának, így a tanulás ritmusa igazodhat az egyéni tanulási képességekhez.
- Az ismeretközpontú oktatás helyett a kompetenciafejlesztésre kerül a hangsúly.
- Nincs közlekedési, szállás, stb. költség, ezekre időráfordítás.
- A változatos programkínálatból a hallgató kiválaszthatja az adott pillanatban neki legmegfelelőbbet.
- Egy képzés egyszerre több hallgató számára válik elérhetővé.

### A távoktatás hátrányai
- A személyközi kommunikáció és a közös tevékenység hiánya csökkentheti a motivációt, így a lemorzsolódás a képzések egy részénél igen magas.
- A hallgató nem kap elég gyorsan személyre szóló visszacsatolást.
- A hallgató meg van fosztva egy intézmény életében való aktív részvételtől.
- Egyes készségeket, szakmai fogásokat csak hagyományos gyakorlati képzéssel lehet elsajátítani.
- Mivel egyre inkább az internet lesz az oktató és hallgató közötti kapcsolattartás formája, a képzésben való részvételnek eszközigénye van (számítógép, internetelérés, stb.), ill. feltételezi a digitális írástudást.

## A távoktatás eszközei
A távoktatás eszközeit alapvetően két nagy csoportra – nyomtatott és nem nyomtatott oktatási anyagok – osztjuk.
A nyomtatott oktatási anyagok jellemzői:
- A 90-es évek közepéig ezek voltak a legelterjedtebbek.
- Előállítási költségük viszonylag olcsó.
- Szinte bárhol és bármikor lehet belőlük tanulni.
- Egy hagyományos tankönyvnél áttekinthetőbb, strukturáltabb, didaktikusabb, hiszen a tanár hiányát is kell pótolnia.
- Azonban nem interaktívak, a visszajelzést csak az egyes anyagrészekben elhelyezett tesztek, feladatsorok szolgálják.

A nem nyomtatott oktatási anyagok jellemzői
- Sokféle információhordozó szerephez juthat (rádió, TV, CD, DVD, internet).
- A hagyományos jelenléti oktatásban kiegészítik az ismeretátadást, a távoktatásban ezek is az ismeretátadás formái.